# Marko Antonije
Marko Antonije, na latinskome Marcus Antonius Marci Filius Marci Nepos (Rim, oko 83. pr. Kr. - Egipat, 1. kolovoza 30. pr. Kr.) je bio rimski državnik i najvjerniji i najbolji prijatelj Julija Cezara. Bio je jedan od tri trijumvira u drugom trijumviratu koji je završio 31. pr. Kr. građanskim ratom, koji se završio Antonijevim porazom u bici kod Akcija, a potom i u samoj Aleksandriji. Antonije je 30. pr. Kr. izvršio samoubojstvo zajedno sa svojom suprugom, egipatskom kraljicom Kleopatrom.

## Mladost
Antonije je rođen oko 83. pr. Kr. kao najstariji sin Marka Antonija Kretskog (Creticus) i Cezarove rođake Julije Antonije. Otac mu je umro nedugo nakon što su ga Krećani teško porazili 74. pr. Kr., tako da je na Juliju Antoniju palo da podiže njihova tri sina: Marka, Lucija i Gaja. Antonijeva majka se ubrzo preudala za Publija Kornelija Lentula Suru, ali je 63. pr. Kr. ostala i bez drugog supruga nakon što je Sura pogubljen kao sudionik u Katilininoj zavjeri. Po kasnijoj predaji, Marko Antonije je rastao bez roditeljskog autoriteta i vrlo rano se odao različitim porocima poput kockanja i opijanja. Da bi izbjegao svoje povjerenike, otišao je u Atenu na studij retorike. Tu je stupio u službu namjesnika Sirije Aula Gabinija (57. – 55. pr. Kr.), s kojim je sudjelovao u ratovima na istoku. Antonije je pratio Gabinija u pohodima u Judeji (gde je podržan jeruzalemski prvosvećenik Antipatar, otac Heroda Velikog, protiv legitimne dinastije Hazmoneja) i u Egiptu (gdje su rimske trupe omogućile da se na prijestolje vrati Ptolemej XII. Aulet. Prilikom svog prvog boravka u Egiptu 55. pr. Kr., Antonije je posjetio Aleksandriju i prvi put vidio kraljevu kćer Kleopatru, tada djevojčicu od oko 14 godina.

## Cezarovo doba
U Gabinijevim istočnim pohodima Antonije se pokazao kao vrstan zapovjednik konjice i 54. pr. Kr. se, vjerojatno po preporuci Gabinija koji je bio Cezarov pristalica, pridružio Cezarovom stožeru tijekom Galskog rata. Cezar je u Antoniju stekao odanog sljedbenika i povjerljivog vojskovođu, iako je znao kritizirati Antonijev karakter. Kao Cezarov štićenik, Antonije je 52. pr. Kr. postao kvestor i sve do 50. pr. Kr. je obavljao službu Cezarovog legata (zamjenika u vojnim poslovima). Napokon, Antonije je za 49. pr. Kr. izabran za narodnog tribuna, položaj koji je u posljednjem stoljeću Rimske republike donosio velike ovlasti. U siječnju 49. pr. Kr. Senat je naredio Cezaru da se vrati kao privatna osoba u Rim, ali su Antonije i njegov kolega Kvint Kasije zatražili da se isto zatraži i od Pompeja. Nakon toga, oba tribuna su izbačena iz Senata i morali su pobjeći iz Rima prerušeni u robove. Tribuni su otišli Cezaru u Cisalpijsku Galiju (današnja Lombardija) i Cezar je progon narodnih tribuna predstavio kao političko nasilje zbog kojega je prešao Rubikon i poveo vojsku na Rim.
U građanskom ratu koji je uslijedio Antonije je najprije tijekom četrdesetodnevnog Cezarovog pohoda u Hispaniji ostao u Italiji kao Cezarov zamjenik. Kod Farsale (48. pr. Kr.), gdje je Pompej odlučujuće poražen, Antonije je zapovijedao lijevim krilom Cezarove vojske. Kao general je na Cezarovu naredbu čuvao Kleopatru u Egiptu i pratio ju na put u Rim. Nakon toga, Cezar, sada rimski diktator, imenuje Antonija za svog zapovjednika konjice (magister equitum), formalno drugog čovjeka u državnoj hijerarhiji. Tijekom daljnjih Cezarevih ratova s pompejevcima, Antonije je ostao po strani sve do 44. pr. Kr. kada postaje konzul i kolega u Cezarevom petom konzulatu. Iako je od ranije bio upoznat s različitim planovima koje su rimski optimati kovali protiv Cezara, Antonije je do kraja ostao vjeran svom zaštitniku. 

## Borba za Cezarovu ostavštinu
Na Martovske ide (15. ožujka) 44. pr. Kr., Cezara su ubile pristalice ideala stare Republike. Paradoksalno, Antonijev uspon počinje upravo nakon ubojstva njegovog zaštitnika. Naime, zavjerenici koji su ubili Cezara (samoprozvani Liberatores, tj. „osloboditelji”) nisu željeli i novi građanski rat s Cezarovim pristalicama. Tada kao Cezarovi sljedbenici u javnosti u prvi plan izbijaju Antonije, izabrani konzul za 44. pr. Kr., i zapovjednik konjice Marko Emilije Lepid. Antonije je vješto održao mir i predložio kompromisno rješenje: da se Cezarova djela i zakoni potvrde u senatu, a da se njegovim ubojicama ne sudi, nego da se pošalju daleko izvan Italije na različite položaje u provincijama. Antonije je potom dodatno učvrstio svoj položaj tako što je organizirao javni pogreb i čitanje Cezareve oporuke. Na odru svog zaštitnika održao je čuveni govor kojim je raspalio osvetoljubivost rimske mase prema atentatorima. Ali, na vrhuncu njegove popularnosti, u travnju se pojavljuje ozbiljan takmac za Cezarovu baštinu: Oktavijan. Oktavijan je bio unuk Cezarove sestre i njegov najbliži muški rođak, a Cezar je izgleda imao velike planove za njega i u oporuci ga je učino posvojenim nasljednikom. Iz Apolonije (danas Valona u Albaniji), gdje je boravio s Cezarovim legionarima, Oktavijan stiže preko Brindisija u Rim u pratnji veterana koji ga već slave kao pravog Cezarova nasljednika. Između plahovitog Antonija i devetnaestogodišnjeg, ali racionalnog, Oktavijana dolazi do prvih sukoba. Antonije je utajio Oktavijanovu baštinu i podijelio ju je narodu kako bi podigao vlastitu popularnost. Antonije i Oktavijan okupljaju privatne vojske, dok liberatoresi pokušavaju da se domognu nadzora nad provincijama s brojnom vojskom. Oktavijan kritizira Antonijevu nedosljednost prema ubojicama Cezara, a Ciceron, po uzoru na Demostena, izdaje niz Filipika protiv Antonija. Krajem 44. pr. Kr. Antonijev konzulat je pri kraju i on pokušava da obezbijedi sebi upravu nad Cisalpijskom Galijom odakle bi lako nadzirao Italiju. Dok s istoka stižu vijesti kako je Brut preuzeo komandu nad Makedonijom, a Kasije nad Sirijom. Polovicom listopada Antonije kreće da oduzme Cisalpijsku Galiju od Decima Bruta, još jednog od urotnika. 
Antonijevo odsustvo Senat koristi da ga proglasi za državnog neprijatelja i pošalje protiv njega vojsku predvođenu konzulima i mladim Oktavijanom, kojemu je usprkos mladosti i neiskustvu date ovlasti pretora. Senat je čak Kasiju i Brutu dao zapovjedništvo nad svim istočnim provincijama. U sukobima, poznatim kao Mutinski rat, oba konzula su poginula, Antonije se povukao u Narbonsku Galiju, Decim Brut je ostao utvrđen u Mutini (današnja Modena), dok je Oktavijan s ukupno osam legija krenuo na Rim i nametnuo se kao konzul za 43. pr. Kr. U Narbonskoj Galiji Antonije i Lepid su sklopili savez i okupili vojsku, a Oktavijan se, svjestan kako Brut i Kasije raspolažu s 19 legija, pomirio s Antonijem. Zahvaljujući Oktavijanu, Brut i Kasije su proglašeni za javne neprijatelje i ukinuta im je amnestija, koja je pak sada osigurana za Lepida i Antonija. Najavu daljeg približavanja cezarovaca glavom je platio Decim Brut, koji je ubijen u pokušaju da pobjegne iz Mutine.

## Drugi trijumvirat
Antonije, Oktavijan i Lepid sklapaju Drugi trijumvirat na osnovu međusobnog sporazuma postignutog u Bononiji (današnja Bolonja). Za razliku od prvog, drugi trijumvirat je bio javni sporazum između tri moćnika koji je potvrdila narodna skupština 27. listopada 43. pr. Kr. (lex Titia). „Trijumviri za uređenje države” (tres viri rei publicae constituendae) dobili su ovlasti na pet godina s ciljem da okončaju građanski rat. Njihov dogovor je određivao nove magistrate, kao i liste nepodobnih koje je trebalo pogubiti ili prognati i oduzeti im imovinu. Ove proskripcije pokazale su se naročito surovim, stadalo je tri stotine senatora (među kojima i Ciceron) i preko dvije tisuće pripadnika viteškog staleža, a trijumviri su postigli glavni cilj – prikupili su dovoljno sredstava za budući obračun s liberatoresima i zbrinjavanje isluženih vojnika. Proskripcije su natjerale veliki broj uglednih i bogatih ljudi da se sklone na Siciliju, koju je u to vrijeme držao Sekst Pompej, Pompejev mlađi sin i vješt pirat. 
I pored velikih teškoća, Oktavijan i Antonije su uspjeli prebaciti svoje trupe preko Jadrana na Balkan u jesen 42. pr. Kr. Oktavijan se tijekom daljih priprema razbolio, tako da je Antonije preuzeo na sebe veći dio zapovjedništva. Antonije je s glavninom vojske otišao u Amfipol, koji je njegova prethodnica već utvrdila. Vojska cezarovaca bila je smještena u močvarnom kraju u okolini Filipa i nije mogla računati na skori dovoz namirnica, tako da je Antonije pokušao da protivničkoj strani što prije nametne otvorenu bitku. Napokon mu je to uspjelo i u prvom sukobu uspio je potisnuti Kasijevu vojsku i zauzeti njihov tabor. Iako je ishod bitke zapravo bio neodlučan, jer je Brut porazio lijevo krilo cezarovaca, razočarani je Kasije izvršio samoubojstvo. Međutim, bitka kod Filipa se okončala u drugom sukobu na koji su Bruta natjerali njegovi nestrpljivi vojnici tri tjedna kasnije. Ovoga puta, Oktavijanove legije su bile odlučujuće, a Antonije je u općem rasulu uspješno zauzeo neprijateljske logore i poslao konjicu da goni ostatke neprijateljske vojske. Brut se s pratnjom sklonio u okolna brda, ali je i on uskoro život okončao samoubojstvom. 
Poslije bitke Antonijeva vojnička slava bila je na vrhuncu. Pobjedničke vojskovođe su između sebe razdijelili provincije i preostalu vojsku na račun navodno nelojalnog Lepida. Većina legija je otpuštena, ali su trijumviri zadržali 11 legija. Oktavijan je s pet legija i 4.000 konjanika otišao u Italiju s teškom zadaćom da osigura dovoljno zemljišnih posjeda za zbrinjavanje oko 100.000 vojnih veterana. Antoniju je ostavljena nešto veća vojska od šest legija i deset tisuća konjanika, te se on uputio na istok, gdje je od bogatih helenističkih gradova trebalo iznuditi dovoljno novca koji bi bio podijeljen otpuštenim vojnicima. Od zapadnih provincija zadržao je pod svojom kontrolom samo Galiju. 

## Antonije i Kleopatra
Antonije je u Pergamu okupio provincijalce i naložio im da porez, koji su dugovali rimskoj državi za prethodnih deset godina, isplate u roku od dvije. Zatim je nastavio dalje na istok rješavajući sporove između gradova i pomažući onim rimskim vazalima koje je Kasijeva vladavina oštetila (npr. Rodu). Napokon, u Tarsu je sreo egipatsku kraljicu Kleopatru koja je izašla ispred njega kako bi se opravdala za svoj izostanak u ratu protiv liberatoresa. Antički izvori ističu kako je Antonije bio zanesen Kleopatrinom razboritošću i ljepotom, te da je ubrzo postao njezin ljubavnik i oruđe u borbi za vlast. Po njegovoj naredbi Kleopatrina sestra i rivalka Arsinoja je ubijena u Miletu, a uklonjeno je još nekoliko kraljičinih neprijatelja. Zimu 41./40. pr. Kr. Antonije je proveo u Aleksandriji, ali se početkom proljeća morao vratiti na zapad. Kleopatru neće vidjeti naredne četiri godine, kao ni blizance koje mu je rodila: Aleksandra Helija i Kleopatru Selenu. 
Oktavijan se u međuvremenu vratio u Italiju, poslao Lepida u Afriku i prionuo na posao podjele zemlje veteranima. Zadatak je bio vrlo težak, pošto je trebalo raseliti stanovnike 16 srednjoitalskih gradova koji su obećani veteranima, ali je Oktavijanu osigurao popularnost kod veterana i vojnika koja je bila presudna u osvajanju apsolutne vlasti. U ovu podjelu umiješali su se Antonijeva supruga Fulvija i njegov brat Lucije, konzul iz 42. pr. Kr., pokušavajući osigurati prednost Antonijevim vojnicima i učvrstiti njegovu popularnost u Italiji. Razmirice između Lucija Antonija i Oktavijana su prerasle u sukob poznat kao Peruzinski rat, koji je najavio novi sporazum između trijumvira.
Nakon pada Peruzije, Oktavijan je oprostio Luciju, a Fulviji je dozvoljeno da ode iz Italije u Atenu, gdje se sastala sa svojim suprugom početkom 40. pr. Kr. Antonije, razočaran njezinim djelovanjem u Italiji, poslao ju je u Sikon kod Korinta, gdje je umrla iz nepoznatih razloga. Antonije se potom iskrcao u Brindisiju i nakratko je zavladala opasnost novog građanskog rata. No, nezadovoljni vojnici su apelirali na svoje vojskovođe, pa su Antonije i Oktavijan sklopili sporazum u Brindisiju, po kojemu su Oktavijanu pripale provincije zapadno od grada Skodre (današnjeg Skadra), a Antoniju sve istočno od tog grada. Povrh toga, potvrđeno je kako obje strane mogu regrutirati vojsku u Italiji. Kako bi utvrdili sporazum, Antonije je oženio Oktavijanovu sestru Oktaviju Mlađu. Istočne provincije je preuzeo kako bi se imao priliku osvetiti za poraz trijumvira Krasa u ratu protiv Parćana. Parćani su upravo 40. pr. Kr., koristeći se Antonijevim odsustvom, opustošili rimsku Siriju, ali ih je sljedeće godine Ventidije Bas uspio trajnije potisnuti. U međuvremenu, Antonije je boravio u Ateni sa svojom novom suprugom očekujući da mu Oktavijan omogući regrutaciju i dolazak novih legija. Navodno, sada se prepustio obiteljskom životu i u civilnoj odjeći obilazio javne priredbe i filozofske škole. Kratkotrajnu idilu u Antonijevom životu uvećalo je i rođenje kćeri Antonije Starije 39. pr. Kr. Kako je Oktavijan neuspješno ratovao protiv gospodara Sicilije, Seksta Pompeja, tražio je od Antonija brodove. Oni su se sastali u Tarantu 37. pr. Kr. gdje je Oktavijan prepustio Antoniju dvije legije, a zauzvrat je dobio sto dvadeset brodova. Vlast trijumvira, koja je formalno bila na izmaku, sada je, shodno dogovoru ali bez legitimne skupštinske procedure, produljena na još pet godina. Oktavija je ostala u Italiji, a Antonije, u skladu sa starim ambicijama, otišao je ponovo na istok.

## Pohodi na istoku
Početkom 36. pr. Kr. Oktavija je Antoniju rodila još jednu kćerku, Antoniju Mlađu. Antonije se u međuvremenu vratio Kleopatri, s kojom je svečano proslavio sklapanje braka, vjerojatno po egipatskim ili makedonskim zakonima, ali potpuno u suprotnosti s rimskim običajima i sporazumu s Oktavijanom. Krajem godine Kleopatra mu je rodila još jedno dijete, sina po imenu Ptolemej Filadelf. 
Prije pohoda protiv Parta, Antonije je reorganizirao vazalne kraljevine na Istoku. Između ostalih, postavio je Heroda Velikog za kralja Judeje. U proljeće Antonije je poveo vojsku od 60.000 legionara i pomoćnih odreda preko Armenije na Parćane. Tijekom pohoda rimska vojska je ostala bez opsadnih sprava i Antonijeva opsada Fraspe u Mediji se završila neuspješno. Usljedilo je teško povlačenje usred zime i Antonije je izgubio trećinu vojske. Prema predaji, i Oktavija i Kleopatra su pripremile rezerve hrane i odjeće za nastradale vojnike, ali je Antonije prihvatio samo Kleopatrine darove. Svoj neuspjeh Antonije je pripisao izdaji armenskog kralja Artavazda, tako da je 34. pr. Kr. Armeniju pretvorio je u rimsku provinciju i pogubio njezinog kralja. U jesen iste godine, po povratku iz Armenije, Antonije je još jednom uzburkao javnost u Rimu jer je u Aleksandriji održao trijumf. Tijekom proslave, poput helenističkog monarha, sjedio je na zlatnom prijestolju pored Kleopatre koja je bila obučena kao Izida. Pred okupljenom masom je proglasio Cezarova i Kleopatrinog sina, Cezariona (Ptolemeja Cezara), za legitimnog potomka Julija Cezara, neizravno ističući kako je Oktavijan tek posvojeni sin. No, ono što je najviše razbjesnilo Rimljane bila je njegova trijumvirska podjela istočnih rimskih provincija svojoj i Kleopatrinoj djeci: Aleksandru Heliju Armeniju, Partiju i Mediju, Ptolemeju Filadelfu Siriju i Kilikiju, a Kleopatri Seleni Kirenaiku i Libiju. 
Oktavijan je, za razliku od Antonija, tih godina bilježio samo uspjehe. Porazio je Seksta Pompeja i natjerao Lepida da se povuče s položaja trijumvira. Cijela 33. pr. Kr. prošla je u međusobnom optuživanju dvojice moćnika, a krajem godine trijumvirske ovlasti su istekle. Oktavijan je ipak stekao odlučujuću prevlast u Italiji i, iako bez pravnog osnova, osigurao je sebi konzulat za 31. pr. Kr. Konzuli za 32. pr. Kr. bili su Antonijeve pristalice, ali nakon svoga neuspjeha u Senatu zajedno s oko tri stotine senatora su napustili Rim i otišli na istok. Antonije je pak poslao pismo u kojemu je objavio razvod od Oktavije. Njezin brat je tada nelegitimno uzeo Antonijevu oporuku iz Vestinog hrama i pročitao ju u Senatu. Tako je objelodanio kako je Marko Antonije svojoj djeci podijelio dijelove teritorija rimske države, ali i da je njegova posljednja volja da ga pokopaju u Aleksandriji, pored Kleopatre. Oktavijanova propaganda uspješno ga je predstavila kao posrnulog Rimljanina, sada pravog Orijentalca, vjernog samo svojim strastima i stranoj kraljici umjesto časne rimske matrone Oktavije. Kada se pronijela glasina kako će Antonije prijestonicu preseliti u Aleksandriju, predstavnici italskih gradova su pohrlili Oktavijanu tražeći od njega zaštitu. 

## Zadnji rat Rimske Republike
Kao zaštitnik Italije i zapadnih provincija, Oktavijan je uskratio Antoniju konzulat i proglasio „pravedni rat” protiv Kleopatre. S druge strane, Antonije je uza se imao konzule i brojne senatore, ali u njegovom stožeru nije bilo niti sloge niti jedinstvene ideje, a Kleopatrino prisustvo je išlo u prilog propagandi protivničke strane. Antonije je svoj stožer utvrdio u Patri, a flotu i glavninu vojske je razmjestio u Ambrakijskom zaljevu. Zapovjednik Oktavijanove flote Marko Vipsanije Agripa je ipak uspio zauzeti nekoliko gradova u Grčkoj, uključujući Patru, kako bi omogućio iskrcavanje legionara i presjekao Antonijevu opskrbu. Antonije je razmatrao mogućnost da se povuče na sjever i organizira kopnenu bitku u Makedoniji, ali je, navodno na Kleopatrin prijedlog, prihvatio pomorsku bitku kod rta Akcija 2. listopada 31. pr. Kr. No, tijekom neodlučujuće bitke Kleopatrini brodovi su krenuli u povlačenje, a Antonije je krenuo za njom napuštajući bojno polje. Oktavijanu je ubrzo prešao dio flote, a tjedan dana poslije bitke i legije koje Antonije nije ni stigao iskoristiti. U ljeto 30. pr. Kr. usljedio je konačni udarac kada je Oktavijan zauzeo Aleksandriju. Antonije, do kojega je došla lažna vijest o Kleopatrinoj smrti, izvršio je samoubojstvo. Nakon što je postalo jasno kako Oktavijan neće dozvoliti njezinoj djeci da naslijede vlast u Egiptu, samoubojstvo je izvršila i Kleopatra. Oktavijan je Egipat pretvorio u rimsku provinciju posebnog statusa, kao osobni posjed.

## Ostavština
Nakon što je zauzeo Egipat, Oktavijan je „uklonio” Cezariona i Antonijeva starijeg sina iz braka s Fulvijom, Marka Antonija Antila. Drugi Fulvijin sin, Jul Antonije, kao i troje Antonijeve i Kleopatrine djece Oktavijan je poveo sa sobom u Rim. Kleopatrina i Antonijeva djeca su vođena u povorci uglednih zarobljenika tijekom Oktavijanovog trijumfa, ali su potom povjerena na brigu Oktaviji. Naime, Antonijevo potomstvo je trebalo poslužiti interesima Oktavijanove politike. Kleopatra (VIII.) Selena je udana za romaniziranog kralja Mauretanije Jubu II. 26. pr. Kr. i nakon toga se njena braća više ne spominju među živima. Kako je došlo do njihovog uklanjanja ostaje nepoznanica. Što se Kleopatre tiče, ona je bila energična supruga i savjetnik blagog Jube i rodila mu je troje djece. Umrla je 6. godine po Kristu.
Jul Antonije je uključen u Augustovu politiku tako što je 21. pr. Kr oženjen Klodijom Marcelom, Augustovom sestričinom. Međutim, kasnije se pročuo kao ljubavnik careve jedine kćerke Julije. August je protjerao Juliju i njezine ljubavnike. Julu je suđeno za izdaju i nateran je na samoubojstvo. U braku s Klodijom imao je samo jednog sina, Lucija.
Među Antonijevim potomcima najdublji trag u rimskoj povijesti ostavile su njegove dvije kćeri iz braka s Oktavijom. Antonija Starija je udana 26. ili 25. pr. Kr. za konzula Lucija Domicija Ahenobarba i postala je baka dvoje kasnije zloglasnih unuka: carice Valerije Mesaline i cara Nerona. Antoniju Mlađu August je udao za svog posinka slavnog vojskovođu Druza Starijeg. U njihovom braku rodili su se takođe veliki vojskovođa Germanik i budući car Klaudije. Preko Germanika, Antonija je bila baka cara Kaligule.
Marko Antonije je nesumnjivo bio dobar vojskovođa i darovit političar, no njegovu karijeru i karakter su ipak zamaglili povjesničari iz vremena carstva poput Plutarha ili Apijana iz Aleksandrije, koji su usvojili prikaz Antonija kakav je stvorila Augustova propaganda. 
Najpoznatiji prikaz Antonija u književnost je svakako Shakespearova tragedija Antonije i Kleopatra. Prema njoj je snimljeno nekoliko filmova (1908., 1913., 1959., 1974., 1981.) od kojih je najznamenitije utjelovljenje Marka Antonija u filmu Antonije i Kleopatra iz 1972. god. koji je režirao Charlton Heston, i odglumio Antonija.